# Simon Kočevar
Simon Kočevar, slovenski biatlonec, * 21. december 1990, Postojna.
Kočevar je bil v postavi Slovenije na Zimskih olimpijskih igrah 2014 v Sočiju, toda na tekmi ni nastopil.